# Михайловка (Флорештский район)
Михайловка (рум. Mihailovca; до 1946 года — Михай Бравул, рум. Mihai Bravul) — село в Флорештском районе Молдавии. Наряду с сёлами Пражила, Антоновка и Фрунзешты входит в состав коммуны Пражила.

## География
Село расположено на высоте 52 метров над уровнем моря.

## Население
По данным переписи населения 2004 года, в селе Михайловка проживает 330 человек (159 мужчин, 171 женщина).
Этнический состав села:
| Национальность | Число жителей | Процентный состав |
| -------------- | ------------- | ----------------- |
| молдаване      | 297           | 90.0              |
| украинцы       | 31            | 9.39              |
| русские        | 2             | 0.61              |
| Всего          | 330           | 100%              |